# Ковач, Шарон
Шарон Ковакс (Sharon Kovacs) — нидерландская певица, известная под артистическим именем Kovacs. В августе 2014 года выпустила свой первый сингл «My Love», содержащий части из хабанеры Себастьяна Ирадьера El Arreglito.

## Биография
Шарон родилась 15 апреля 1990 года в Барло. В 2013 году Ковакс окончила обучение в Rock City Institute в Эйндховене. В 2014 году совместно с продюсером Оскаром Големани работала над первой записью «My Love», которая частично была записана в кубинской Гаване и содержит части из хабанеры Себастьяна Ирадьера El Arreglito. В июне 2014 года, нидерландская радиостанция «NPO 3FM» назвала её 3FM Serious Talent. «My Love» достиг шестого места в нидерландском iTunes Chart и первого в греческом и был транслируем более 21 миллионов раз в интернете. В 2014 году она играла на различных фестивалях включая «North Sea Jazz Festival» и «Lowlands». В октябре 2014 года выиграла награду «Soul & Jazz Award» нидерландского радио «NPO Radio 6» в категории Best Soul & Jazz Talent.
1 июня 2014 года голландская радиостанция NPO 3FM назвала ее «Серьезным талантом 3FM». В 2014 году она выступала на различных фестивалях, среди которых North Sea Jazz и Lowlands (фестиваль). 2 октября она выиграла голландскую премию NPO Radio 6 Soul & Jazz Award в номинации «Лучший талант в области соула и джаза».
Ее первый альбом Shades Of Black был выпущен 2 апреля 2015 года, после чего она отправилась в клубный тур Shades of Black и отыграла на различных фестивалях по всей Европе, Турции и Израилю. После My Love сингл Diggin' стал очередным успехом в чартах.
29 октября было объявлено, что она стала четвертой обладательницей премии European Border Breakers Award за 2016 год.
Sugar Pill, первая новая песня Kovacs за последние два года, была выпущена в июне 2017 года. После выхода своего дебютного альбома она сразу же приступила к работе над своим вторым альбомом вместе с продюсером Лиамом Хоу, который также сотрудничает с Ланой Дель Рей, Адель, Marina and the Diamonds и FKA twigs, среди прочих.
В августе 2018 года вышел второй альбом Cheap Smell, которому предшествовали синглы Black Spider и It’s The Weekend. Альбом попал в чарты Швейцарии, Германии, Австрии, Бельгии и Нидерландов, где достиг 7-го места.
В 2019 году были выпущены неальбомные синглы Snake Charmer (совместно с Parov Stelar), You Again (написанный для немецкого фильма «О горизонте так далеко») и Crazy (совместно с Metropool Orkest).
В 2020 году Ковач написал песню «Mata Hari», которая положила начало пятому выпуску проекта Art Rocks, предложив музыкантам написать песню, вдохновленную произведениями искусства из коллекций пятнадцати различных голландских музеев.
16 июля 2020 года вышел летний сингл Tutti Frutti Tequila, выбранный голландским телеканалом NPO Radio 2 в качестве топ-песни.
В марте 2022 года Ковач выпустил сингл Not Scared Of Giants, который, как сообщается, стал анонсом нового альбома. Он сопровождался впечатляющим видеоклипом, который был снят и спет вживую за один дубль. За ним последовали синглы и видеоклипы Bang Bang, Fragile и Goldmine, а также анонсы третьего альбома Kovacs «Child Of Sin», который был выпущен 13 января 2023 года. Соавтором и продюсером альбома выступил Джонатан Куормби, хаус-продюсер лондонской студии RAK Studio, который ранее работал с Джеймсом Моррисоном, Микой, Нэнси Синатрой и The Pretenders, среди прочих. Заглавная песня написана дуэтом с вокалистом Rammstein Тиллем Линдеманном. В одной из ведущих голландских газет Volkskrant альбом получил 4 звезды, а рецензент Пабло Кабенда написал: «Шарон Ковач продемонстрировала в Child of Sin правильное чувство драматизма». 20 января 2023 года альбом Child Of Sin вошел в Топ-100 на 5-й позиции.
8 июля 2023 года был выпущен нашумевший видеоклип «Child Of Sin» с Шэрон и Тиллем Линдеманном в главных ролях.

## Дискография
Студийные альбомы
- Shades of Black (2015)
- Cheap Smell (2018)
- Child of Sin (2023)

Синглы
- My Love EP (2014)
- «The Devil You Know» (2015)
- «Sugar Pill» (2017)
- «Cheap Smell» (2018)
- «Black Spider» (2018)
- «It’s the Weekend» featuring Gnash (2018)
- «Mama & Papa» (2018)
- «Snake Charmer» featuring Parov Stelar (2019)
- «You Again» (2019)
- «Crazy» featuring Metropole Orkest (2019)
- «Tutti Frutti Tequila» (2021)
- «Not Scared of Giants» (2022)
- «Bang Bang» (2022)
- «Fragile» (2022)
- «Goldmine» (2022)
- «Child of Sin» featuring Till Lindemann (2023)